# Gennaro Antonio Federico
Pour les articles homonymes, voir Federico (homonymie).
Gennaro Antonio Federico (né probablement à Naples à une date inconnue, mort à Naples en 1744) est un librettiste italien, et un avocat de profession.

## Biographie
Il a été actif comme librettiste à Naples, écrivant des comédies en prose et des livrets pour des compositions sacrées, des opere buffe et des intermezzi. À l'époque de son activité de librettiste, l'opéra comique napolitain a connu des mutations, passant de l'utilisation d'un langage dialectal (typique de la commedia dell'arte) à l'emploi d'une langue plus proche de l'italien.
L'opéra le plus réussi de Federico est le livret de Lo Frate 'nnamorato (1732), alors que le plus populaire est celui de l'Intermezzo La serva padrona (1733), mis en musique par Giovanni Battista Pergolesi. Il a obtenu également un vrai succès avec l'opera buffa Amor vuol sofferenza, mis en musique par Leonardo Leo. Il est généralement considéré, en compagnie de Francesco Antonio Tullio, comme faisant partie des plus grands librettistes de l'école napolitaine de la première moitié du XVIIIe siècle.

## Livrets
- La Zita (opera buffa; musique de Costantino Roberto, 1731)
- Lo Frate 'nnamorato (commedia musicale; musique de Giovanni Battista Pergolesi, 1732)
- L'Ippolita (opera buffa; musique de Nicola Conti, 1733)
- L'Ottavio (commedia per musica; musique de Gaetano Latilla, 1733 et de Pietro Alessandro Guglielmi, 1760)
- La serva padrona (intermezzo; musique de Giovanni Battista Pergolesi, 1733, de Girolamo Abos, 1744, de Pietro Alessandro Guglielmi, 1780 et de Giovanni Paisiello, 1781)
- Gl'Ingannati (commedia per musica; musique de Gaetano Latilla, 1734)
- La marina de Chiaja (révision d'un livret précédent; musique de Pietro Pulli, 1734)
- Il Flaminio (commedia per musica; musique de Giovanni Battista Pergolesi, 1735)
- Il Filippo (opera buffa; musique de Costantino Roberto, 1735)
- I due baroni (opera buffa; musique de Giuseppe Sellitto (it), 1736)
- La Rosaura (opera buffa; musique de Domenico Sarro, 1736)
- La Teodora (opera sacra; musique de Papebrochio Fungoni, 1737)
- Gismondo (commedia per musica; musique de Gaetano Latilla, 1737)
- Da un disordine nasce un ordine (opera buffa; musique de Vincenzo Legrenzio Ciampi, 1737)
- Il conte (dramma giocoso per musica; musique de Leonardo Leo, 1738)
- Inganno per inganno (opera buffa; musique de Nicola Bonifacio Logroscino, 1738)
- La locandiera (scherzo comico per musica; musique de Pietro Auletta, 1738)
- Ortensio (commedia per musica; musique de Giovan Gualberto Brunetti, 1739)
- Amor vuol sofferenza (commedia per musica; musique de Leonardo Leo, 1739 t de Nicola Bonifacio Logroscino avec le titre La finta frascatana, 1751)
- La Beatrice (opera buffa; musique de Vincenzo Legrenzio Ciampi, 1740)
- L'Alidoro (commedia per musica; musique de Leonardo Leo, 1740; musique de Matteo Capranica avec le titre L'Aurelio, 1748)
- L'Alessandro (commedia per musica; musique de Leonardo Leo, 1741)
- La Lionara (opera buffa; musique de Vincenzo Legrenzio Ciampi, 1742 et de Nicola Bonifacio Logroscino, 1743)
- Il fantastico od Il nuovo Chisciotte (commedia per musica, de Miguel de Cervantes; musique de Leonardo Leo, 1743)
- Il copista burlato (commedia; musique de Antonio Sacchini, 1759)

## Sources
- (it) Cet article est partiellement ou en totalité issu de l’article de Wikipédia en italien intitulé « Gennaro Antonio Federico » (voir la liste des auteurs).